# Промышленность Армении

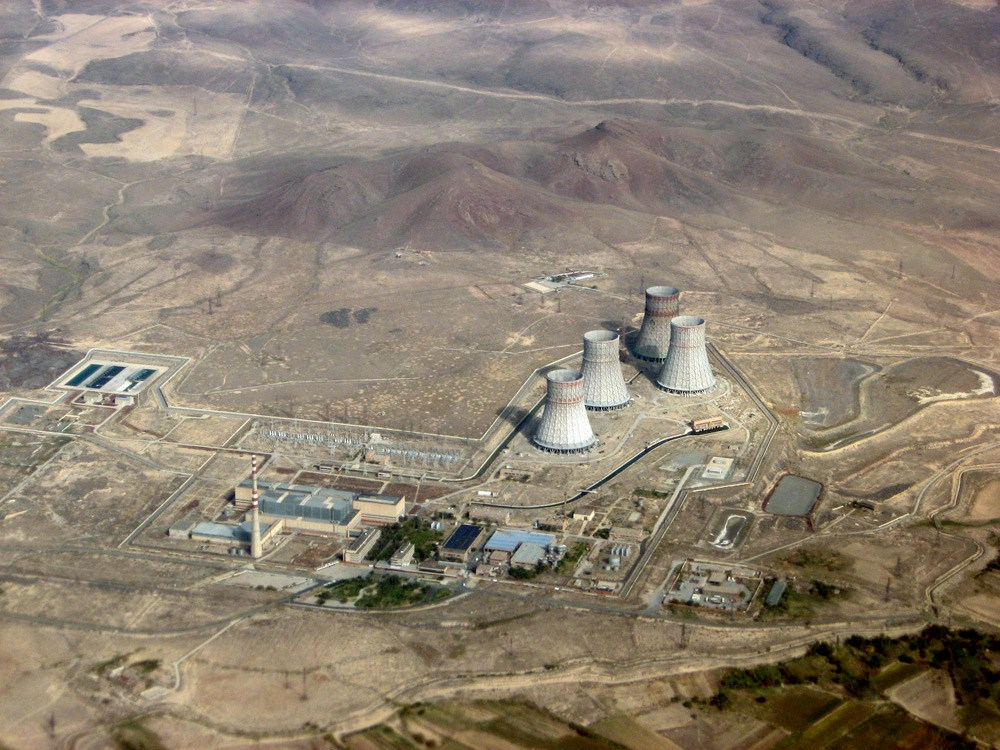
Армянская АЭС — электростанция, обеспечивающая около 40% производимой электроэнергии в стране

Промышленность Армении — отрасль экономики Армении.

## История

### Начало развития

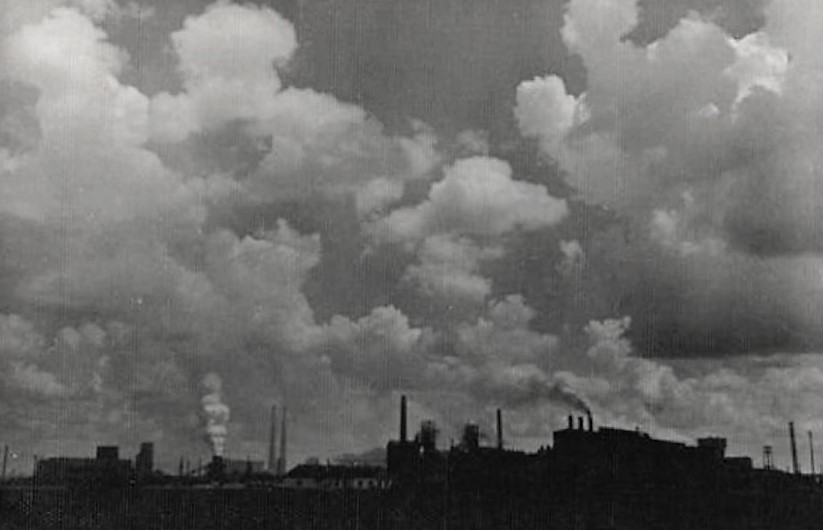
Ереван. Завод «Каучук». 1936. Фото С. Струнникова

До 1920-х годов основную продукцию Армении составляло сельское
хозяйство. Промышленность была представлена меднорудная и полиметаллическая сырьевая медно-химическая промышленность основанная в Зангезуре (Охчи, Каджаран, Кафан) и Алаверди, Ахтала, основанные французами (  Д-Голь старш. в 19 в.)  и возобновившие добычу в 40-х годах. Руда по ж/д (Александрополь -1899 г.) вывозили в другие страны и Россию. Известными предприятиями  дореволюционной Армении были Вино-водочный и коньячные заводы Шустова. В 20-х годах были основаны ряд новых предприятий легкой промышленности Ленинаканский текстильный комбинат (1924 г.), металлургической отрасли, параллельно с которыми развивалась и производство электроэнергии каскадом ГЭС Севан -Раздан. В тридцатых годах были организованы крупные Химические предприятия по выпуску: карбида
кальция, каустической соды, хлора, соляной, серной и азотной кислот, хлоропренового
каучука и латексов, азотных удобрений, стекла, химических волокон и пластмасс в городах Ереван и Ванадзор (Кировакан) которые впоследствии стали крупными центрами химической промышленности СССР. Перевооружены крупные горно-химические, горнорудные и металлургические
предприятия в Алаверди,  Каджаране, затем и в других регионах Зод, Шаумянский ,Араратский (по добыче золота), Агарак, Кафан, Каджаран ( медь - молибден).

### После 70-х годов
Одним из основных направлений промышленности оставалась цветная металлургия, но в то же время с 1970-х годов начались создаваться
предприятия чёрной металлургии в Ереване и Чаренцаване. В крупных масштабах
экспортировалась синтетический каучук, карбоновые кислоты, налажено на основе собственного сырья производство автомобильных шин.
Благодаря наличию высококвалифицированных кадров и  в
Армении начало развиваться неметаллоёмкое, но трудоёмкое машиностроение и
электротехническая промышленность. Наиболее быстрыми темпами развивалась основанные в 60-х годах
радиотехническая и электронная промышленность, в том числе, по выпуску математических машин , передвижные
электростанции, электродвигатели переменного тока, двигатели разного калибра, а также
провода, кабели, электрические лампы, множество электроизмерительных приборов,
автомашины, автопогрузчики .
Быстро развивалось машиностроение, специализирующееся на производстве
необходимых для станкостроения и автоматизации приборов. Росло количество
заводов, выпускающих расточные, фрезерные шлифовальные, металлорежущие,
камнеобрабатывающие и другие станки, компрессоры и насосы, прессы, часы, камни для
точных приборов, искусственный корунд, искусственные алмазы для инструментов,
ювелирные и бриллиантовые изделия, вследствие чего создалась широкая сеть рабочих мест.
Города Ереван, Гюмри, Ванадзор, Армавир, Чаренцаван, Степанаван, Севан, Гавар,
Эчмиадзин и Дилижан стали крупными центрами электротехнической и машиностроительной промышленности.
На базе залежей различных стройматериалов в Армении развилась отрасль добычи и переработки строительных материалов.
В Армении добываются следующие строительных материалов: туф, гранит,
базальт, мрамор, травертин, фельзит, пемза и т.д..
В больших масштабах производились: стекло, хрусталь, огнеупорный кирпич 
(Туманян, Ереван, Бюрегаван, Армавир, Арзни).
Значительный удельный вес в Армении занимала и лёгкая промышленность: действовали около
70 крупных предприятий по производству хлопковых, шерстяных и шёлковых тканей,
трикотажа, одежды, обуви, товаров кожной галантереи, ковров и множества других
потребительских товаров.
Высоко развитой отраслью Армении являлась и пищевая промышленность,
производящая разнообразную продукцию: мясные и молочные продукты, вино, коньяк, пиво,
минеральные воды, фруктовые и овощные консервы, сигареты, кондитерские изделия. Было
основано производство гераниевого эфирного масла.
В последние годы в связи с распадом СССР и всеобщим кризисом, в промышленности Армении
произошёл глубокий спад: перестали действовать многие крупные и малые
предприятия.

## Объём использования природных ресурсов в промышленности

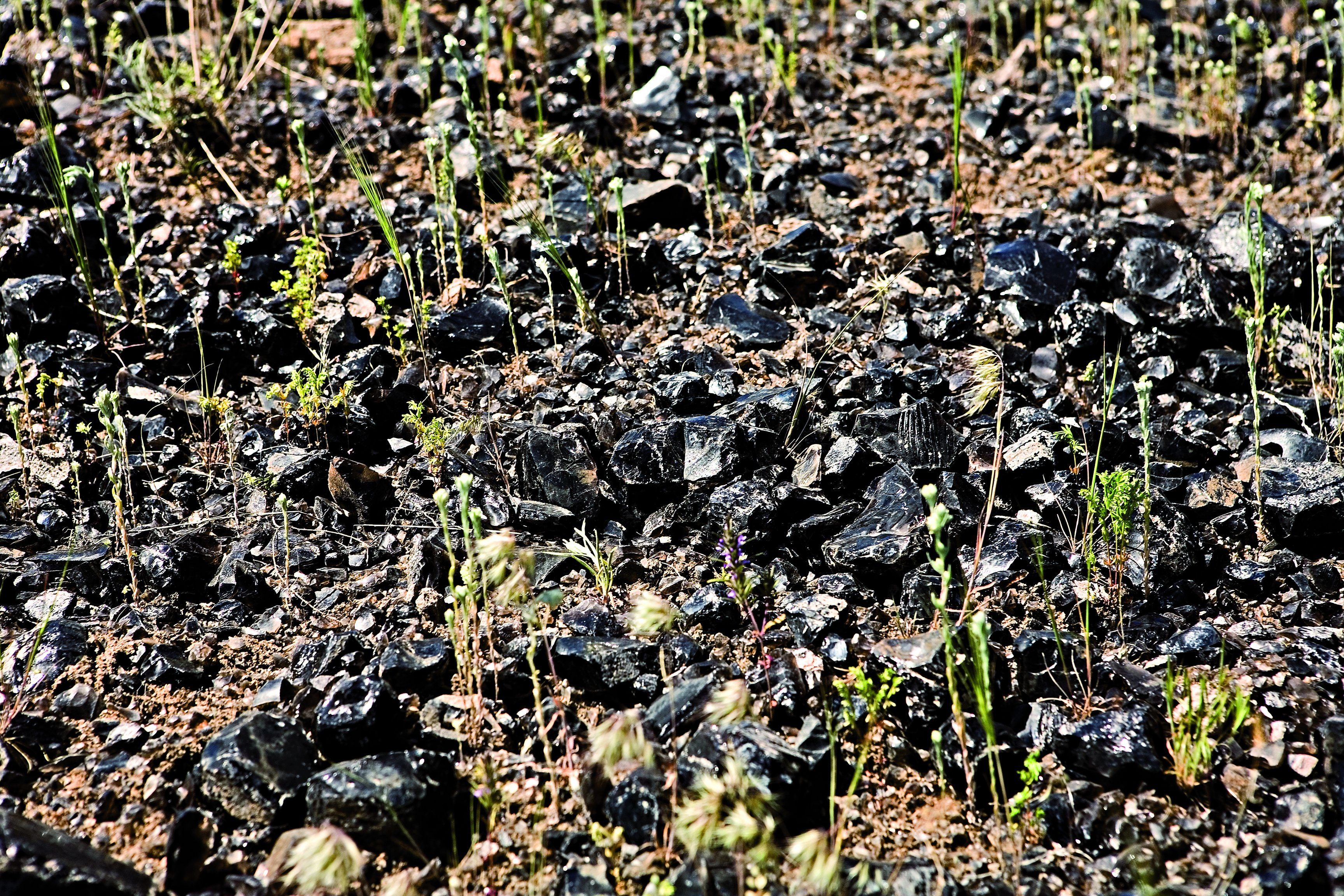
Проявления обсидиана в Армении

Промышленными отраслями, использующими невосстанавливаемые природные ресурсы,
являются: цветная металлургия, химия и производство строительных материалов.
В настоящее время цветная металлургия Армении включает предприятия по
переработке медно-молибденовых и медных концентратов, алюминия и золота. В Армении
действуют Каджаранский, Техутский и Агаракский медно-молибденовые комбинаты, которые выпускают
концентраты меди и молибдена, Капанская горно-обогатительная фабрика— медные
концентраты, Араратская золотообогатительная фабрика - золото, и др..
Производство золота в Армении включает Сотское, Амулсарское и другие месторождения, на базе которых в 1974 году было создано объединение «Армзолото».
Образовавшиеся в процессе многолетней эксплуатации отходы, содержащие
значительные количества золота и серебра и уже прошедшие энергоёмкий процесс
механической обработки, ныне используются армяно-канадским совместным предприятием,
благодаря чему количество отходов в хвостохранилищах уменьшатся. Переработка отходов
хвостохранилищ является перспективной. Также предпринимаются меры по увеличению
выработки цветных металлов за счёт переработки лома, отходов и неиспользованного раннее труднообрабатываемого сырья.
Начало развитию промышленности строительных материалов было положено в 1926 году, которая
включает также производство песка, щебня, щебне-песчаной смеси и нетёсанного камня.
В 1986 году в Армении было 92 карьера строительного камня, 15 — песчано-щебенной смеси и
2 — песка, используемого для приготовления бетона и силикатной кладки. Трест «Армнеруд»
производит лёгкие наполнители бетона из вулканических шлаков, камнеподобной пемзы и
отходов промышленной добычи туфа. Продукция строительных материалов Армении в
1960 году составила 1826 тыс. м³, в 1965-м — 3257, в 1975-м — 7100, в 1980-м — 9059,
в 1985-м — 10085 тыс. м³, а с 1990 года объёмы продукции значительно сократились.
Армения также богата запасами природных облицовочных камней.
В Армении значительное место занимает производство стекла, особенно для
стеклянной тары. Действуют заводы по использованию перлитов в Арзни, Армавире,
Гюмри и Бюрегаване.